# Laurel (Montana)
Laurel – miasto w Stanach Zjednoczonych, w stanie Montana, w hrabstwie Yellowstone.